# Ibrahim Sekagya

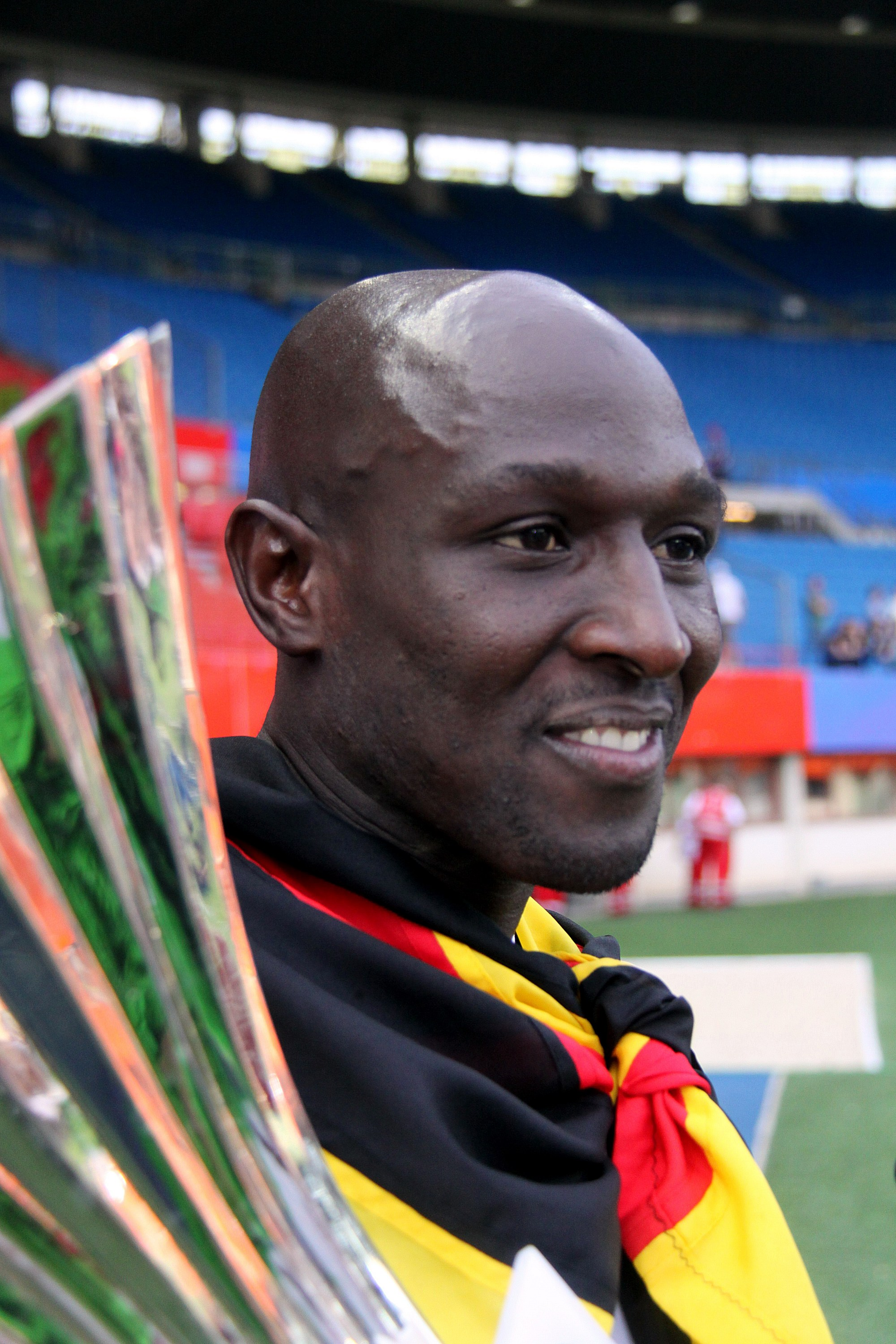
Ibrahim Sekagya

Ibrahim Sekagya (Kampala, 19 dicembre 1980) è un allenatore di calcio ed ex calciatore ugandese, di ruolo difensore, allenatore del New York Red Bulls II e vice-allenatore del N.Y. Red Bulls.

## Caratteristiche tecniche
Gioca come difensore centrale o laterale.

## Carriera

### Club
Iniziò in patria con il Kampala City Council nel 1998, prima di trasferirsi in Argentina nel 2001, giocando per l'Atlético Rafaela nella Primera B Nacional, la seconda divisione del campionato di calcio argentino. Nel 2002 passò al Ferro Carril Oeste in Primera B Metropolitana, scendendo dunque di un livello per risalire alla seconda divisione l'anno successivo. Nel 2005 fu l'Arsenal de Sarandí ad assicurarsi le prestazioni del difensore africano che debuttò dunque in Primera División.
Nel giugno 2007, Sekagya firmò un contratto triennale con il Red Bull Salisburgo, campioni della Bundesliga austriaca. Debuttò dunque l'11 luglio 2007 nel 4-1 sull'SC Rheindorf Altach segnando il primo gol il 22 luglio in occasione del pareggio per 2-2 in trasferta contro l'Austria Vienna. Nella sua prima stagione ha segnato tre reti in trentaquattro partite.

### Nazionale
Sekagya è il capitano della Nazionale di calcio dell'Uganda e ha totalizzando undici presenze e una rete nelle qualificazioni a Germania 2006 e Sudafrica 2010.

## Palmarès

### Club

#### Competizioni nazionali
- Primera B Metropolitana: 1

Ferro Carril Oeste: 2002-2003
- Campionato austriaco: 3

RB Salisburgo: 2008-2009, 2009-2010, 2011-2012
- Coppa d'Austria: 1

Red Bull Salisburgo: 2011-2012